# Камподимеле
Камподимеле (итал. Campodimele) је насеље у Италији у округу Латина, региону Лацио.
Према процени из 2011. у насељу је живело 1031 становника. Насеље се налази на надморској висини од 19 м.

## Становништво
| 1936. | 1951. | 1961. | 1971. | 1981. | 1991. | 2001. | 2011. |
| ----- | ----- | ----- | ----- | ----- | ----- | ----- | ----- |
| 1.437 | 1.612 | 1.262 | 964   | 828   | 762   | 733   | 638   |